# Taraxacum ancoriferum
Taraxacum ancoriferum — вид квіткових рослин з підродини цикорієвих (Cichorioideae).

## Поширення
Вид росте у Данії, Німеччині, Польщі, Чехії, Словаччині, Україні.

## Біоморфологічна характеристика
Це багаторічна рослина. Висота становить 0.15–0.25 метра. Листки ± розеткові. Квітки жовті. Період цвітіння: квітень і травень.